# Parasi
Parasi es una ciudad censal situada en el distrito de Sonbhadra en el estado de Uttar Pradesh (India). Su población es de 23966 habitantes (2011). 

## Demografía
Según el censo de 2011 la población de Parasi era de 23966 habitantes, de los cuales 12780 eran hombres y 11186 eran mujeres. Parasi tiene una tasa media de alfabetización del 86,04%, superior a la media estatal del 67,68%: la alfabetización masculina es del 92,34%, y la alfabetización femenina del 78,82%.